# Pulau-pulau Wakde
Pulau-pulau Wakde är öar i Indonesien.   De ligger i provinsen Papua, i den östra delen av landet, 3 600 km öster om huvudstaden Jakarta.